# Mabuiag
Mabuiag ist eine Insel der Bellevue-Inseln, einer zu Australien gehörigen Inselgruppe im Archipel der Torres-Strait-Inseln. Verwaltungstechnisch zählt sie zu den Western Islands, einer Inselregion im Verwaltungsbezirk Torres Shire von Queensland.
Die etwa 7,4 km² große Insel ist 100 Kilometer vor dem nordaustralischen Kap York und rund 80 Kilometer südwestlich der Südküste von Papua-Neuguinea gelegen. Der höchste Punkt der Insel liegt 152 Meter über Meeresniveau. Der Nordküste unmittelbar vorgelagert sind die unbewohnten Eilande Aipus und Widul, vor der Westküste liegen Mipe und Pulu und nahe der Ostküste finden sich Subur, Talab und Warakuikul Talab.
Auf der Insel gibt es eine Grundschule und einen Flughafen, der Mabuiag Island Airport heißt. Seine Landebahn ist mit 400 m die kürzeste in ganz Australien.

## Bevölkerung
Die Einwohnerzahl betrug laut der Volkszählung im Jahre 2016 210, nach dem Census vom Jahr 2011 lag sie bei 260 Personen. Die daraus resultierende Bevölkerungsdichte lag dementsprechend bei 28 Einwohnern pro Quadratkilometern. Alle Personen leben im Hauptort Mabuiag. Der Rest der Insel ist unbewohnt. Sie ist die einzige bewohnte Insel der Bellevue-Inseln. Der Anteil der indigenen Bevölkerung (Torres-Strait-Islanders) liegt bei fast 97 %, verglichen zu 2001 mit etwa 93 %. 
| Bevölkerungsentwicklung | Bevölkerungsentwicklung |
| Censusjahr              | Einwohnerzahl           |
| ----------------------- | ----------------------- |
| 2001                    | 210                     |
| 2006                    | 251                     |
| 2011                    | 260                     |
| 2016                    | 210                     |